# Дискография Flux Pavilion
Дискография британского диджея и электронного музыканта Flux Pavilion (Джошуа Стила) начинается с 2009 года и насчитывает 2 студийных альбома, 3 сборника, 6 мини-альбомов, множество синглов и ремиксов.
Джошуа Стил взял себе псевдоним Flux Pavilion примерно в 2008 году, когда выпустил трек «Cheap Crisps» в формате цифровой загрузки.

## Студийные альбомы
| Название | Сведения об альбоме                                                                          | Высшие позиции в чартах |
| Название | Сведения об альбоме                                                                          | Top Electronic Albums   |
| -------- | -------------------------------------------------------------------------------------------- | ----------------------- |
| Tesla    | - Дата выпуска: 18 сентября 2015 - Лейбл: Circus Records - Форматы: LP, цифровая дистрибуция | 7                       |
| .vaw     | - Дата выпуска: 21 января 2021 - Лейбл: Circus Records - Форматы: LP, цифровая дистрибуция   | —                       |

## Сборники
| Год  | Дата релиза | Название                            | Лейбл          | Форматы                  | Ист.  |
| ---- | ----------- | ----------------------------------- | -------------- | ------------------------ | ----- |
| 2011 | 1 мая       | Circus One (совместно с Doctor P)   | Circus Records | CD, цифровая дистрибуция | [ 3 ] |
| 2016 | 18 ноября   | Circus Three (совместно с Doctor P) | Circus Records | Цифровая дистрибуция     | [ 4 ] |
| 2018 | 27 июля     | Flux Pavilion Presents: Earwax      | Circus Records | CD, цифровая дистрибуция | [ 5 ] |

## Мини-альбомы
| Год  | Дата релиза | Название                                               | Высшие позиции в чартах | Высшие позиции в чартах |
| Год  | Дата релиза | Название                                               | Billboard 200           | Dance/Electronic Albums |
| ---- | ----------- | ------------------------------------------------------ | ----------------------- | ----------------------- |
| 2009 | 15 июня     | Boom EP (совместно с Datsik и Excision)                | —                       | —                       |
| 2009 | 21 апреля   | Nuke 'Em EP (совместно с Datsik, Tom Encore и Redline) | —                       | —                       |
| 2010 | 11 октября  | Lines in Wax                                           | —                       | —                       |
| 2013 | 28 января   | Blow the Roof                                          | 58                      | 1                       |
| 2013 | 11 ноября   | Freeway                                                | —                       | 10                      |
| 2014 | 17 октября  | Freeway Remixes                                        | —                       | —                       |
| 2016 | 29 апреля   | Party Drink Smoke (совместно с Doctor P)               | —                       | —                       |

## Синглы
| Год  | Название                                                    | Высшие позиции в чартах | Высшие позиции в чартах | Высшие позиции в чартах | Высшие позиции в чартах | Альбом                  |
| Год  | Название                                                    | UK                      | UK Dance                | AUS                     | CAN                     | Альбом                  |
| ---- | ----------------------------------------------------------- | ----------------------- | ----------------------- | ----------------------- | ----------------------- | ----------------------- |
| 2010 | «I Can’t Stop»                                              | 115                     | 12                      | —                       | 68                      | Lines in Wax            |
| 2011 | «Bass Cannon»                                               | 56                      | 9                       | —                       | —                       | Circus One              |
| 2011 | «Frozen» [как Joshua Steele] (совместно с The Freestylers)  | —                       | —                       | —                       | —                       | The Coming Storm        |
| 2011 | «Jump Back» (совместно с SKisM при участии Foreign Beggars) | —                       | —                       | —                       | —                       | Синглы без альбома      |
| 2011 | «Superbad» (совместно с Doctor P)                           | 61                      | 7                       | —                       | —                       | Синглы без альбома      |
| 2012 | «Daydreamer» (совместно с Example)                          | 39                      | 9                       | —                       | —                       | Синглы без альбома      |
| 2012 | «Jah No Partial» (совместно с Major Lazer)                  | —                       | —                       | —                       | —                       | Free the Universe       |
| 2013 | «Do Or Die» (при участии Childish Gambino)                  | —                       | —                       | 48                      | —                       | Blow the Roof           |
| 2013 | «Gold Teeth» (совместно с dan le sac Vs Scroobius Pip)      | —                       | —                       | —                       | —                       | Repent Replenish Repeat |
| 2013 | «Steve French» (совместно с Steve Aoki)                     | —                       | —                       | —                       | —                       | Freeway                 |
| 2015 | «International Anthem» (совместно с Doctor)                 | —                       | —                       | —                       | —                       | Tesla                   |
| 2015 | «Who Wants To Rock» (совместно с Riff Raff)                 | —                       | —                       | —                       | —                       | Tesla                   |
| 2015 | «Feels Good» (совместно с Tom Cane)                         | —                       | —                       | —                       | —                       | Tesla                   |
| 2015 | «Emotional» (совместно с Matthew Koma)                      | —                       | —                       | —                       | —                       | Tesla                   |
| 2016 | «Cannonball» (совместно со Snails)                          | —                       | —                       | —                       | —                       | —                       |

## Ремиксы
| Год  | Название                                 | Исполнитель                                                               |
| ---- | ---------------------------------------- | ------------------------------------------------------------------------- |
| 2009 | «Streets of Rage»                        | Picto                                                                     |
| 2010 | «Sweet Shop»                             | Doctor P                                                                  |
| 2010 | «Blue Skies»                             | Jamiroquai                                                                |
| 2010 | «All The Eastern Girls»                  | Chapel Club                                                               |
| 2010 | «Mishaps Happening»                      | Quantic                                                                   |
| 2010 | «Gold Dust»                              | DJ Fresh при участии Ce'Cile                                              |
| 2010 | «Cracks»                                 | The Freestylers при участии Belle Humble                                  |
| 2011 | «Louder» (совместно с Doctor P)          | DJ Fresh при участии Sian Evans                                           |
| 2011 | «Internet Connection»                    | M.I.A.                                                                    |
| 2011 | «Don’t Do That»                          | Culprate                                                                  |
| 2011 | «Midnight Run»                           | Example                                                                   |
| 2012 | «Must Be the Feeling» (совместно с Nero) | Nero                                                                      |
| 2012 | «Syndicate Theme»                        | Skrillex                                                                  |
| 2013 | «Without You» (совместно с Doctor P)     | Dillon Francis при участии Totally Enormous Extinct Dinosaurs             |
| 2013 | «Bad Boy (Back Again)»                   | Danny Byrd                                                                |
| 2014 | «Recess»                                 | Skrillex и Kill the Noise при участии Fatman Scoop и Майклом Анджелакосом |
| 2015 | «Bada Bing» (совместно с Doctor P)       | Robots Can’t Dance                                                        |
| 2016 | «We Come One»                            | Faithless                                                                 |
| 2017 | «Thief»                                  | Ookay                                                                     |
| 2020 | «Kangaroo»                               | Winnetka Bowling League                                                   |
| 2021 | «Upside Down»                            | Whethan при участии Grouplove                                             |

## Другие релизы
| Год  | Название                                                      |
| ---- | ------------------------------------------------------------- |
| 2008 | Cheap Crisps / How Dare You                                   |
| 2009 | Family Fortunes (совместно с Trolley Snatcha) / Steppa        |
| 2009 | Air Raid (совместно с Doctor P)                               |
| 2009 | F*cking Noise / Digital Controller                            |
| 2009 | R00R                                                          |
| 2010 | Voscillate / Night Goes On                                    |
| 2010 | How Rude / Show Off                                           |
| 2010 | Voscillate (Roksonix Remix)                                   |
| 2010 | Meathead                                                      |
| 2010 | Got 2 Know / Normalize                                        |
| 2010 | Stinkfinger (совместно с Doctor P)                            |
| 2010 | Excuse Me                                                     |
| 2013 | Jump Back VIP (совместно с SKisM при участии Foreign Beggars) |
| 2013 | Come Find Me (совместно с Cookie Monsta)                      |
| 2013 | Standing on a Hill                                            |

## Участие в саундтреках
В данный список включены песни, вошедшие саундтреки видеоигр и фильмов.
| Год  | Произведение                              | Название саундтрека                                 | Композиция                                       | Ист.   |
| ---- | ----------------------------------------- | --------------------------------------------------- | ------------------------------------------------ | ------ |
| 2012 | SSX (видеоигра)                           |                                                     | «I Can't Stop»                                   | [ 13 ] |
| 2013 | «Стрела» (телесериал)                     |                                                     | «Blow The Roof»                                  |        |
| 2015 | «Звёздные войны: Повстанцы» (мультсериал) | Star Wars Rebels Theme                              | «Rebels Theme» (Flux Pavilion’s The Ghost Remix) | [ 14 ] |
| 2015 | «808» (документальный фильм)              | 808: The Music (Original Motion Picture Soundtrack) | «Vibrate»                                        | [ 15 ] |
| 2016 | Madden NFL 17 (видеоигра)                 |                                                     | «Catch Me» (при участии Naaz)                    | [ 16 ] |
| 2018 | «Псы под прикрытием» (фильм)              |                                                     | «Superbad»                                       |        |

## Видеография
Данный перечень музыкальных видеоклипов составлен на основе информации с сайта IMVDb.

### Видеоклипы в качестве главного исполнителя
| Год  | Дата       | Название                              | Режиссёр    |
| ---- | ---------- | ------------------------------------- | ----------- |
| 2012 | 12 апреля  | «Daydreamer» (feat. Example)          | Неизвестно  |
| 2013 | 26 июня    | «Daydreamer» (feat. Childish Gambino) | Брайан Шлам |
| 2014 | 26 февраля | «I’m The One» (feat. Dillon Francis)  | MENZ        |

### Видеоклипы в качестве второстепенного исполнителя
| Год  | Дата       | Название                       | Режиссёр(-ы)                     |
| ---- | ---------- | ------------------------------ | -------------------------------- |
| 2013 | 11 октября | «The Pit»                      | Майк Тайлер                      |
| 2013 | 8 марта    | «HOLOGRAM BENZ (Cracks Remix)» | Патрик Лоулер, Кэмерон Александр |
| 2016 | 29 апреля  | «Catch Me»                     | Франк Телли                      |